# Neva Dinova
Neva Dinova je indie skupina z Omahy v Nebrasce. Je pojmenována po babičce kytaristy Jakea Bellowse. Jejich nahrávky vychází pod záštitou Cranku. V roce 2004 vydali společnou nahrávku spolu s Bright Eyes nazvanou "One Jug Of Wine, Two Vessels". Jake Bellows navázal s Bright Eyes v letech 2006–2007 klíčovou spolupráci a podílel se na jejich albu Cassadaga.
Vydavatelství Saddle Creek plánuje znovu vydat některé jejich rané nahrávky.

## Diskografie

### Alba
- Neva Dinova (2002), vydal Crank!
- The Hate Yourself Change (2005), vydal Crank!
- You Might Already Be Dreaming (2008), 8. dubna 2008 vydal Saddle Creek

### Singly a EP
- One Jug of Wine, Two Vessels (2004), společný projekt s Bright Eyes
- Race For Titles/Neva Dinova Split 7" (2002)